# Tre là ngà
Tre là ngà, tên khoa học Bambusa sinospinosa, còn gọi là tre gai Trung Quốc, là một loài thực vật có hoa trong họ Hòa thảo. Loài này được McClure mô tả khoa học đầu tiên năm 1940.